# Почтовые ордера Брунея
Почтовые ордера Брунея (англ. postal order, малайск. wang pos) — бланки денежных почтовых переводов для оплаты небольших сумм, относящиеся к почтовой системе современного Брунея. Когда в стране начался выпуск почтовых ордеров, неизвестно.

## Описание
Согласно информации на веб-сайте Департамента почтовых услуг Брунея, почтовые ордера могут служить в качестве наличных денег и перечёркнутых чеков (англ. crossed cheques). Они могут быть двух видов — почтовые ордера собственно Брунея и британские почтовые ордера (англ. British postal orders), которые одинаково обналичивались до недавнего времени в почтовых отделениях страны. Известно также хождение на территории Брунея почтовых ордеров Малайзии.
Почтовые ордера являются видом предоставляемых брунейской почтой финансовых услуг, наряду с обычными почтовыми переводами (англ. money order) и телеграфными почтовыми переводами (telegram money order).

## Почтовые ордера иностранного происхождения

### Британские

Британский почтовый ордер номиналом в £10

Британские почтовые ордера надпечатывались, а также гасились круглыми штемпелями в местных почтовых отделениях для их использования на территории Брунея. Когда эта практика началась, неизвестно. 16 июня 2006 года Департамент почтовых услуг при Министерстве связи Брунея официально объявил о прекращении продажи и обмена британских почтовых ордеров.

### Почтовой службы британских войск
Поскольку Бруней является членом Содружества наций, почтовые ордера выпускаются здесь также Почтовой службой британских войск (англ. British Forces Post Office postal orders), расположенной в Сериа.

### Малайзийские
Малайзийские почтовые ордера появились в Брунее в обращении ещё в 1988 году, но неизвестны точные даты начала и прекращения их выпуска. Зафиксированы сохранившиеся до наших дней экземпляры, которые были эмитированы в почтовом отделении в Бандар-Сери-Бегаване.